# Trevor Murdoch
William Theodore Mueller (Fredericktown, 10 settembre 1980) è un wrestler statunitense sotto contratto con la National Wrestling Alliance.
Mueller è noto principalmente per i suoi trascorsi nella World Wrestling Entertainment. Qui, ha vinto per tre volte il World Tag Team Championship con Lance Cade.

## Carriera

### Gli inizi
La carriera di Mueller nel mondo del wrestling iniziò nel 1997 in Missouri, alla Central States Wrestling Alliance. Successivamente il lottatore iniziò a combattere per la World League Wrestling e per la Harley Race's Wrestling Academy. L'11 aprile 2000, Rhodes vinse il WLW Heavyweight Championship battendo Meng.
Successivamente assunse il nome di Stan Dupp e formò, assieme al wrestler Bo Dupp, il tag team dei The Dupps (nella storyline, i due erano fratelli). Combatterono con questa identità sia in Ohio Valley Wrestling che nella Total Nonstop Action. Una volta arrivato in OVW, Mueller si alleò con Lance Cade; i due insieme formarono un nuovo team, chiamato TNT. Nel giugno 2005 Mueller firmò un contratto "di sviluppo" con la WWE.

### World Wrestling Entertainment (2005–2008)

#### World Tag Team Champion (2005–2006)
Nel luglio 2005, Mueller firmò un contratto triennale con la WWE. Il 22 agosto dello stesso anno, durante un episodio di Raw, andò in onda un promo che annunciava il suo debutto al fianco del rientrante Lance Cade col ring name di Trevor Murdoch. Il duo, noto come Cade e Murdoch, presentava una forte contrapposizione di personaggi: Cade era il cowboy raffinato, mentre Murdoch incarnava un camionista del sud dal carattere irruento.
Fecero il loro debutto il 5 settembre a Raw sconfiggendo The Hurricane e Rosey (i detentori del World Tag Team Championship) in un match non titolato; la vittoria valse loro un match ad Unforgiven, dove vinsero il titolo di coppia grazie a un attacco di Murdoch che causò un infortunio a The Hurricane (kayfabe). Il loro regno si concluse a Taboo Tuesday, dove furono sconfitti da Big Show e Kane.
Dopo la rottura con Cade, confermata dal commentatore Joey Styles il 28 novembre a Raw durante un match contro Shelton Benjamin, iniziò a lottare in singolo a Heat dove sconfisse gli Heart Throbs e partecipò alla Royal Rumble del 29 gennaio 2006 senza successo. Tentò senza successo di inserirsi nel giro titolato per l'Intercontinental Championship e intraprese brevi rivalità con Goldust e Snitsky.

#### Varie faide (2007–2008)
Nell'aprile 2007 Cade e Murdoch iniziarono una rivalità contro gli allora Campioni di coppia Hardy Boyz, che sfidarono senza successo a Backlash in un incontro valido per il World Tag Team Championship. Ammirati dalle capacità sul ring degli Hardyz, Cade e Murdoch ne divennero amici e li sfidarono amichevolmente in un re-match a Judgment Day, perdendo nuovamente. Il 4 giugno a Raw, i due redneck vinsero il titoli contro gli Hardyz, comportandosi in maniera non regolamentare. A Vengeance: Night of Champions Cade e Murdoch difesero i titoli contro gli Hardyz.
Terminata la rivalità con gli Hardyz, Cade e Murdoch iniziarono un feud con i Cryme Tyme (Shad Gaspard e JTG).
Nel corso di un house show svoltosi il 5 settembre a Città del Capo Cade e Murdoch hanno perso le cinture in favore di Paul London e Brian Kendrick, per poi riconquistarle l'8 settembre a Joberg, Sudafrica, sempre in un house show.
Dopo aver difeso il titolo per diversi mesi, Cade e Murdoch lo hanno perso contro Cody Rhodes e Hardcore Holly, in un match svoltosi durante la puntata speciale di Raw andata in onda il 10 dicembre 2007. Nel maggio 2008 il tag team si è sciolto.
Con il Draft 2008 Meller è passato al roster di SmackDown senza mai debuttare, perciò il 3 luglio 2008 Mueller e la WWE hanno deciso di comune accordo di porre fine al contratto che legava il wrestler alla federazione. Attualmente combatte nelle indies del circuito della National Wrestling Alliance.

### Total Nonstop Action Wrestling (2009)
Debutta in TNA il 23 aprile 2009 come Jethro Holliday, formando un team con Eric Young per partecipare al Team 3D Invitional Tag Team Tournament battendo i No Limit ma perdendo il prossimo turno contro i Beer Money. Holiday turnò heel e decide di avere un feud con Abyss che finirà ad Hard Justice perdendo. Dopo di che viene usato come Jobber per essere alla fine licenziato.

### Ritorno in WWE (2011)
Nel Maggio 2011 Murdoch tornò in WWE facendo due dark match. Il Primo a Raw perde contro Evan Bourne e il secondo a SmackDown della stessa settimana contro Jey Uso perdendo sempre.

### Ring Ka King (2011)
Murdoch decide allora di partecipare al progetto Indiano della TNA usando il ring name di Roscoe Jackson. All'esordio vince un six-man tag team match.

### Circuito indipendente (2013–presente)
Dopo un periodo nel circuito indipendente Mueller annunciò il suo ritiro dal mondo del wrestling dopo circa 20 anni di carriera per poi ritornare sui suoi passi nel 2019 quando annunciò il ritorno nel business del wrestling firmando un contratto per la NWA. Egli, dopo la firma del contratto, comparve durante NWA Power dove affrontò e perse contro Ricky Starks con cui Mueller si congratulò durante la sua intervista post-match stabilendosi nella fila dei face. Più tardi, durante lo show, Mueller interruppe il promo di Starks per richiedere un contratto nella federazione che gli fu concesso. In seguito, egli vinse due match rispettivamente contro Jocephus e Caleb Konley per poi ottenere un match contro Nick Aldis, perdendo. Successivamente decise di partecipare al torneo per decretare il primo NWA TV Champion in cui giunse alla finale per poi arrendersi contro Ricky Starks.
Il giorno 29 agosto 2021, a NWA 73 sfida e sconfigge Nick Aldis e conquista il titolo NWA Worlds Heavyweight Championship. Il 12 febbraio 2022 lo perde venendo sconfitto da Matt Cardona all'evento NWA PowerrrTrip. L'11 giugno a Alwayz Ready, Murdoch riconquista la cintura, lasciata vacante da Cardona a causa di un infortunio, in un fatal four-way match contro Aldis, Thom Latimer e Sam Shaw. Il 28 agosto all'evento NWA 74th Anniversary Show, difende il titolo contro Tyrus, ma viene da questi sconfitto a Hard Times 3 il 12 novembre in un three-way match che includeva anche Cardona.

## Vita privata
Mueller è fidanzato con Amanda Busch, e insieme hanno avuto il primo bambino il 9 novembre del 2005. Insieme i tre vivono a Eldon, in Missouri.
Ha un tatuaggio di Taz dei Looney Tunes sul bicipite destro.

## Personaggio

### Mosse finali
- Ace of Spades (Leg trap sunset flip powerbomb)
- Diving bulldog

### Soprannomi
- "The Outlaw" (TNA)

#### Musiche d'ingresso
- Southern Pride di Jim Johnston (22 agosto 2005–12 maggio 2008; usata in coppia con Lance Cade)
- MisUnderstood di Sean Kristopher (WWE; 2008)

## Titoli e riconoscimenti
- Cauliflower Alley Club
  - Future Legend Award (2009)
- Metro Pro Wrestling
  - MPW Television Championship (1)
- National Wrestling Alliance

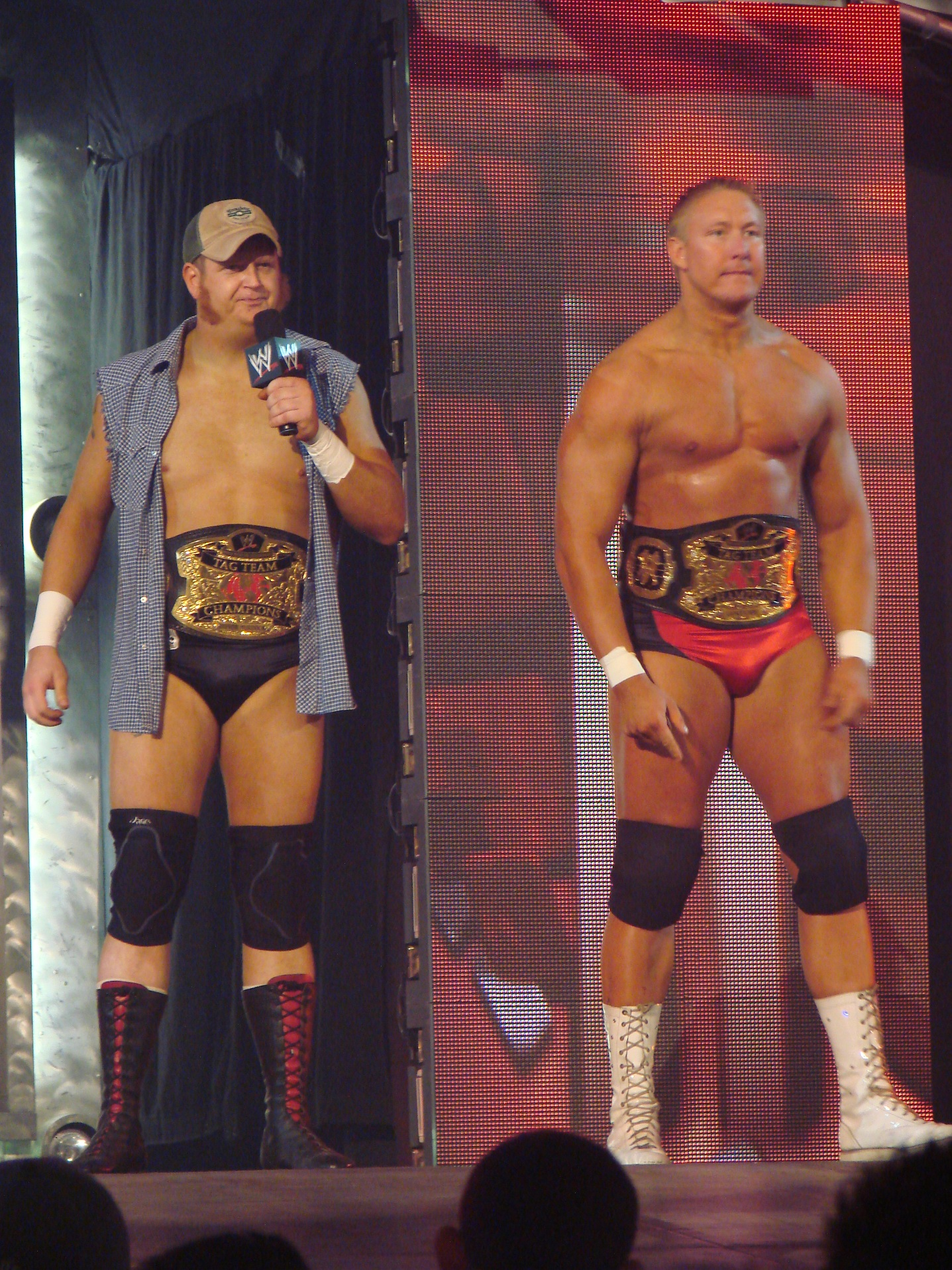
Murdoch e Lance Cade (destra) con il World Tag Team Championship, titolo che hanno detenuto per tre volte

  - NWA Worlds Heavyweight Championship (2)
  - NWA National Championship (1)
- Pro Wrestling Illustrated
  - 75º tra i 500 migliori wrestler singoli secondo PWI 500 (2022)
- NWA Total Nonstop Action
  - Dupp Cup (1) – con Bo Dupp
- WildKat Wrestling
  - WildKat Sports Heavyweight Championship (1)
- World League Wrestling
  - WLW Heavyweight Championship (4)
  - WLW Tag Team Championship (3) – con Bull Schmitt (1) e Wade Chism (2)
- World Wrestling Entertainment
  - World Tag Team Championship (3) – con Lance Cade
- World Wrestling Xpress
  - WWX Heavyweight Championship (1)
  - WWX United States Championship (1)